# لیکپورت (کالیفرنیا)
لیکپورت  (به انگلیسی: Lakeport) شهری در شهرستان لیک ایالت کالیفرنیا است که در سرشماری سال ۲۰۱۰ میلادی، ۴۷۵۳ نفر جمعیت داشته است.